# 강인원 (가수)
강인원(姜仁遠, 1956년 1월 6일 ~ )은 대한민국의 가수, 싱어송라이터, 음악프로듀서이다.

## 학력
- 배재고등학교 졸업

## 일생
서울 출생으로 서울 배재고등학교를 졸업하고 1979년에 프로젝트 포크 팝 보컬 음악 그룹 "따로 또 같이"의 보컬리스트 겸 기타리스트로 데뷔하여 음악 활동을 시작하였으며, 1984년 《우리노래전시회》라는 프로젝트 옴니버스 앨범에 최성원이 작사, 작곡을 한 《매일 그대와》라는 곡으로 참여하여 솔로 가수 데뷔하였다. 이 곡은 1년 후인 1985년에 최성원이 활동한 포크 록 밴드 들국화도 리메이크하였고 이 또한 공전의 히트를 거두었다. 1985년에 자신의 자작곡인 《제가 먼저 사랑할래요》라는 노래로 본격 솔로 가수 활동을 하였다. 1986년 《영어 선생님》을 발표했고 1987년부터 민해경의 히트곡 《그대는 인형처럼 웃고 있지만》, 《그대 모습은 장미》, 《존대말을 써야 할지 반말로 얘기해야 할지》, 《사랑은 세상의 반》, 《성숙》 등 다수의 히트곡을 발표하여 싱어송라이터로 유명해졌으며 1988년부터 1990년까지 코리아 뮤직 제작실장을, 1990년부터 1999년까지 코리아 뮤직 이사장을 역임했고, 1989년에 개봉한 영화 《비 오는 날의 수채화》의 음악을 담당하였으며, 같은 제목의 주제곡을 권인하, 김현식과 함께 불렀다. 1992년부터 《금잔화》, 《모래 위의 욕망》, 《바람의 아들》 등의 드라마 음악가로 활동, 1999년부터 2000년까지 숭실음악학원(콘서바토리) 교회음악학과에서 전임강사로 전공 실기 특강을 하였으며, 2000년 3월부터 2004년 3월까지 주성대학 실용음악학과 전임교수를 역임하였다.
2001년에는 가수 박강성, CCM 음악 보컬 그룹 "브니엘"(Peniel)과 함께 프로젝트 CCM 음악 찬양곡 음반 《강인원, 박강성, 브니엘 1집》을 발표하기도 하였다.
2008년 9월 중장년층을 타깃으로 한 음악 사이트 3355뮤직.com을 만들었다.
2011년에는 이치현, 권인하, 민해경과 함께 프로젝트 보컬 음악 그룹 "컬러스"(the Colors)를 결성하기도 하였다.

## 소속
- 퍼플 스타 주식회사 사장
- 한국포크싱어연합회 이사장

## 상훈
- 1987년 : 일간스포츠 골든디스크상
- 1988년 : 한국영상음반대상 골든디스크상
- 1988년 : 일간스포츠 골든디스크상
- 1989년 : 한국영상음반대상 골든디스크상
- 1989년 : 일간스포츠 골든디스크상
- 1990년 : KBS 가요대상 작사상
- 1990년 : 뮤직박스 가요대상 영화음악기획부문상
- 1990년 : 백상예술대상 음악상
- 1990년 : 한국영화평론가협회상 영화음악상
- 1990년 : 일간스포츠 골든디스크상
- 1990년 : 한국노랫말대상 우수상
- 1990년 : 한국영상음반대상 골든디스크상